# 塔克號驅逐艦 (DD-57)
塔克號驅逐艦（舷號DD-57）是一艘隸屬於美國海軍的驅逐艦，為塔克級驅逐艦的首艦。她是美軍第一艘以塔克為名的軍艦，以紀念美國獨立戰爭時期的海軍軍官塞繆爾·塔克（Samuel Tucker）。
塔克號在1914年於霍河造船廠開始建造，在1915年下水，於1916年服役，其時第一次世界大戰已經爆發。接著塔克號主要留在大西洋訓練及作中立巡航。美國參戰後，塔克號被派往法國及愛爾蘭海域，掩護協約國船隻。期間塔克號曾與德國潛艇交戰。戰後塔克號留在加勒比海巡航，在1921年退役。1924年塔克號轉交美國海岸防衛隊，負責截查酒精走私，期間曾參與搜救失事墜毀的阿克倫號飛船。1933年塔克號重返海軍，在1936年除籍，按倫敦海軍條約出售拆解。